# Carlos Chávez Navarrete
Carlos Alberto Chávez Navarrete (Lima, 11 de setembro de 1960 - Buenos Aires, 12 de agosto de 1997) foi um famoso cantor peruano de música tropical, ex-líder do grupo Karicia e cantor do grupo Karakol na década de 1990.

## Biografia

### Primeiros anos
Carlos Navarrete nasceu em San Martín de Porres, Lima, Peru, em 1960. Era filho de Elvira Rosa Navarrete Obando e Alberto Chávez Morais, sobrinho do cantor e compositor peruano Luis Abanto Morais. 

### Banda Karicia
Emigrou para a Argentina em 1991, tentado pelo representante de artistas José Olaya Villajuán. Juntos eles criaram um dos grupos tropicais mais famosos: Karicia. Dentre os membros mais famosos da banda está Pepe Berrocal (violonista) e Esteban Pozú "Memin" (Timbal). Juntos venderam milhares de discos, todos editados pelo selo Leader Music, e realizaram inumeráveis shows.
Em 1995 rompeu-se a relação com seu representante.

#### Discos
- Karicia (1991): com temas como Toda a noite, Garota sexy, Coco louco, Lolita, Esta noite e Quinceañera.

- 1, 2, 3, Karicia outra vez (1992): com os temas Deixa de sonhar, Um pouco de teu amor e Coqueta, entre outros.

- O Poder Do Ritmo (1993): com temas como Chiquita, Feiticeira, Esquecer-te-ei, Tomarei para esquecer, Canção para ti e Saúde, meu amor.
- Gigantes (1993) (Karicia e vários intérpretes). Karicia grava as seguintes canções: Doce, Impossível amor, Primeiro Amor

- Marcha Demoledora (1994): com os temas A prova de amor, Boneca, Coração solitário, Loucura de amor, Não me quer, A última #copa e Resignação.
- Majestuoso 4 (1994). Karicia grava as seguintes canções: Amor volta, Cego de Amor, Não a posso esquecer.

- Os generais da cumbia (1995): com os temas: Imenso amor, Menina, Garota sensual, Tu és meu destino, Luzes de cores, Trapo velho e A festa.
- Clã 7 (1995). Karicia grava as seguintes canções: Viver por viver, Tomarei, Pensa em mim.

### Karakol
Em 1996 tornou-se vocalista do Karakol. Com o disco Imortais (1996) e graças ao tema Volta cedo, María tornou-se conhecido pelo grande público argentino. Fez turnês em todo o país, tocando, conjuntamente, outros hits, como O amor é uma palavra sozinha e Viver por viver, especialmente em Buenos Aires e Santa Fé.

### Tentativa de homicídio
Em 7 de abril de 1996, depois de uma discurssão com seu representante José Olaya, foi baleado, pelo mesmo, com 9 tiros. Os motivos do ataque não são claros, a briga teria se iniciado depois de Navarreto descobriu que Olaya tinha registrado para si músicas de sua autoria. Outras fontes afirmam que Olaya era amante da esposa de Navarreto, e a briga teria se iniciado quando descobriu que Olaya era pai biólogico de um dos seus filhos. Ele sobreviveu ao ataque.
Olaya, ficou fugitivo por quatro meses, quando foi preso. Acabou sendo colocado em liberdade porque a vítima não o reconheceu como o responsável pelo atentado.

### Atentado
Foi assassinado com onze disparos, na noite da terça-feira, em 12 de agosto de 1997, depois de ser chamado por uma mulher que o fez sair de sua casa. Sandra Edith González, apelidada de "A rainha", entregou-o a dois homens que o sequestraram. Num descampado de um caminho rural passando a ponte San Carlos, bem perto da estação de comboio de Domselaar em Partido de San Vicente, obrigaram-no a ajoelhar-se. Pelas costas recebeu o primeiro dos onze disparos: dez na cabeça e um no pescoço. Caiu morto, de bruços. 
Olaya foi imediatamente acusado como responsável intelectual do crime, ainda que já tinha-se escapado a Chile quando Jorge Luis Pavón, um de seus cúmplices, declarou ter recebido dois mil pesos dos cinquenta mil que lhe prometeu pelo matar. Em 2001 a câmara condenou a Pavón a prisão perpétua e em 2008 recebeu a mesma pena um cidadão russo que foi o guarda-costas do cantor. 
Descobriu-se que "A rainha", era a secretária do representante, e tinha uma relação sentimental com Navarrete. Ela foi detida em 30 de novembro de 2005. Foi capturada pela Interpol em fevereiro de 2010 mas ficou livre depois de um julgamento oral que a declarou inocente. Em 2011 o julgamento foi anulado e "O Cholo" foi chamado a um novo julgamento ao que não se apresentou. Foi condenado a prisão perpétua, ficando prófugo da justiça, até o 8 de janeiro de 2014, dia em que foi capturado no aeroporto de Buenos Aires quando planejava viajar para Peru.